# Funkmessgerät
Funkmessgerät (auch Funk-Messgerät, kurz FuMG oder FuG, damalige Schreibweise „Funkmeßgerät“) war die von der deutschen Wehrmacht vor und während des Zweiten Weltkriegs verwendete Bezeichnung für funktechnische Anlagen und Geräte, die der Ortung von Flugzeugen oder Schiffen, zur Feuerleitung der Flak- und Küstenartillerie oder zur Führung der eigenen Jagdflugzeuge dienten.
Diese können unterteilt werden in aktive Funkmessgeräte (in modernem Deutsch Radargeräte) mit Sende- und Empfangsteil, später auch als Funkmessortungsgerät (FuMO) bezeichnet, kurz Funkmessorter, sowie passive Geräte, die Signale nur empfingen und nicht sendeten. Letztere wurden auch als Funkmessbeobachtungsgeräte (FuMB) bezeichnet, heute würde man sie Radarwarngeräte nennen. Die ersten aktiven Funkmessgeräte wurden zur Tarnung anfangs auch als DeTe-Anlage oder DeTe-Gerät („Dezimeter-Telegraphie“) bezeichnet. Die Heeresversuchsanstalt Peenemünde setzte bei der Erprobung der „V2“-Raketen (Aggregat 4) einige aktive Geräte, wie „Würzburg“ und „Würzburg-Riese“ zur Bahnverfolgung ein.
Die offizielle Bezeichnung der aktiven Geräte war FuSE (Funk-Sende-Empfangsgerät). Für die Feuerleitradaranlagen der Küstenartillerie und Marine-Flak, die von der Kriegsmarine betrieben wurde, gab es die Bezeichnung FuMO (Funk-Mess-Ortungsgerät, z. B. FuMO 214 „Seeriese“). Das FuMG 62 „Würzburg“ wurde anfangs auch als FMG 39 (Flak-Messgerät, Einführung 1939) bezeichnet.
Siehe auch

## Landgestützte aktive Typen
Deutsche Funkmessgeräte im Zweiten Weltkrieg:
- FuMO 301/302 „Freya 39 G/40 G“, von GEMA (Berlin), die ersten Geräte auf Frequenzen um 250 MHz (Wellenlänge 1,2 m, Ultrakurzwelle)
- FuMG 80 „Freya“, (GEMA), auf 120–130 MHz (2,5–2,3 m), verbessert für bis zu 200 km Reichweite
- FuSE/FuMG 62 bzw. FMG 39 „Würzburg“ von Telefunken, 560 MHz (53,6 cm, Dezimeterwelle), Parabolantenne (-spiegel) mit 3 m Durchmesser, meistverwendetes Feuerleitradar
- FuMG 40 „Mainz“
- FuMG 40 L „Kurmark“
- FuMG 43 „Leipnitz“, „Freiburg“
- FuMG 64/FuMG 41 T/FuMO 221 „Mannheim“, „Freiburg“, „Köthen“, von Telefunken
- FuSE/FuMG 65 „Würzburg-Riese“ von Telefunken, 560 MHz, mit 7,5-m-Parabolspiegel für größere Reichweite, Feuerleitradar für schwere Flak und Jägerführung bei der Nachtjagd, auch als mobile Geräte (FuSE/FuMG 65 E) auf Eisenbahnwagen
- FuMG 75 „Mannheim Riese“, führten Bahnverfolgungen der V1 und V2 durch, bestehend aus FuMG 64 „Mannheim“ und FuMG 65 „Würzburg-Riese“
- FuSE/FuMG 68 „Ansbach“, FuMO 216 bei der Kriegsmarine, 560 MHz, mit 4,5-m-Parabolspiegel für größere Reichweite, Feuerleitradar für die Flak
- FuMG 77 „Marbach V“ (anfangs „Rotterheim“ genannt), erstes deutsches Zentimeterwellengerät (9 cm Wellenlänge) für feste Verwendung, bestehend aus Sender und Empfänger des Flugzeug-Bordradargeräts FuG 240 „Berlin“ in dem 3-Meter-Parabolspiegel des „Mannheim“-Systems
- FuMG 76 „Marbach“ (9 cm Wellenlänge), größeres und verbessertes FuMG 77 „Marbach V“ mit rotierender kleiner Dipolantenne im Inneren des 4,5-Meter-„Ansbach“-Parabolspiegels und optischer Einrichtung zur Zielerfassung (Grobausrichtung)
- „Forsthaus Z“, (Telefunken, August 1944), Prototyp der FuMG 74 „Kulmbach“-Anlage
- FuMG 74 „Kulmbach“, (9 cm), Zentimeterwellen-Rundsuchradaranlage mit 50 km Reichweite, mit rotierender 6-Meter-Dipolantenne (Drehzahl 20/min), nur zwei Geräte für die beiden „Egerland“-Anlagen gebaut (siehe unten)
- FuMG 404/FuMO 371 „Jagdschloß“, 62 Stück (davon 44 in Betrieb genommen), Rundsuchanlagen mit rotierender Antenne auf ca. 7 m hohem Turm, Sendeantenne 3 m hoch und 24 m breit, darüber Antennen für Empfang und die Freund-Feind-Erkennung „Erstling“, GEMA-Entwicklung, gebaut von Siemens
- FuMG 405 „Jagdhütte“, auch „Jagdschloß X“, „Jagdwagen“ und „Jagdhaus“ (sämtlich Protototypen), zur Jägerführung über größere Entfernung
- FuMG 41 „Wassermann L“ leicht, 125 MHz, Fernsuchgerät, vierfache Freya-Antenne
- FuMG 42 „Wassermann S“ schwer, 125 MHz, Fernsuchgerät, achtfache Freya-Antenne
- „Egerland“-Anlage zur Feuerleitung der Flak, bestehend aus je einem FuMG 74 „Kulmbach“ und FuMG 76 „Marbach“, die sich ergänzten. Die Rundsuchanlage „Kulmbach“ überwachte den gesamten Umkreis und nach der ersten Ortung übernahm das „Marbach“ die Feuerleitung. Der Gefechtsstand war in einem Spezialaufbau „Bayern“; Reichweite 50 km, Genauigkeit 35 m. Bis zum Ende des Zweiten Weltkriegs gab es nur zwei Versuchsanlagen; „Egerland“ war Ausgangspunkt für die spätere Entwicklung von Feuerleitsystemen für Artillerie und Raketentruppen.

## Landgestützte passive Typen
- FuPeil A 100a „Kornax“ (Telefunken/Blaupunkt) mit Empfänger Blaupunkt „Korfu“, für Anzeige der H2S-Abstrahlungen auf 2,5–3,75 GHz, Reichweite/Empfindlichkeit bis Großbritannien, „Kornax D9“ für H2X-Geräte auf 7,5–11 GHz
- FuMG, „Klein Heidelberg–Parasit“, nutzte die Abstrahlung des Chain-Home-Radars zur Flugzeugortung.

## Luftgestützte aktive Typen
- FuG 25a „Erstling“, Kennungsgeber zu den eigenen Radargeräten, von GEMA
- FuG 101 Funkhöhenmesser von Siemens/LGW für zweimotorige Flugzeuge
- FuG 136 „Nachtfee“, Kommandozusatz für den „Erstling“
- FuG 200 „Hohentwiel“, Entwicklung der Berliner C. Lorenz AG
- FuG 202, 212, 220 und 228 „Lichtenstein“
- FuG 215, Pauke-A, Feuerleitradar auf 490 MHz
- FuG 216, 217 und 218 „Neptun“
- FuG 219, Weilheim, Zielsuchradar auf 180 MHz, bis 15 km Reichweite
- FuG 222, Pauke-S, Feuerleitradar auf 3 GHz
- FuG 226, Neuling, Kennungs-Abfragegerät für Nachtjäger, von Lorenz
- FuG 240 „Berlin“, ein Zielsuchradar von Telefunken
- FuG 244, Bremen, AWACS für Nachtjäger, eine Weiterentwicklung des FuG240
- FuG 247, Bremerhaven, Feuerleitradar auf 10 GHz mit Parabolantenne in der Flugzeugnase
- FuG 248, Eule, Feuerleitradar auf 10 GHz mit Trichterantennen an den Flügelspitzen

## Luftgestützte passive Typen
- FuG 227 „Flensburg“ von Siemens & Halske
- FuG 350 „Naxos“ von Telefunken
- FuG 351 „Korfu“, eine Blaupunkt-Entwicklung
- „NAXBURG“ mit Empfänger „Naxos Z“

## Seegestützte aktive Typen
- FuMO 1 Calais A
- FuMO 2 Calais B (entspricht: FuMG.40),
- FuMO 3 „Zerstörer Säule“ „Pillar“, „Calais“, (entspricht: FuMG.40),
- FuMO 4 „Samos“
- FuMO 5 „Boulogne“
- FuMO 11 „Renner“
- FuMO 15 „Scheer“, Kombination aus Würzburg-Riese-Antenne und FuG240 Berlin Technik (3 GHz)
- FuMO 29 „Seetakt“, Antenne 2×6-Dipol fest am Turm
- FuMO 30 „Seetakt für U-Boote“ FuMO 30, verbesserte FuMO29 mit Handkurbel-Richtantenne 2×4-Dipol, ab 1942
- FuMO 61 „Hohentwiel U“, Anpassung des FuMG.200 für die Marine, besonders auf Typ-VII- und Typ-IX-U-Booten, Reichweite 7 km gegen Seeziele und 20 km gegen Luftziele, 4×6-Dipol
- FuMO 62 „Hohentwiel S“
- FuMO 63 „Hohentwiel K“
- FuMO 65 „Hohentwiel U1“
- FuMO 71 Liechtenstein-B/C, Marineversion des FuG 202 Lichtenstein (Radar)
- FuMO 81 „Berlin“-Panoramagerät
- FuMO 221 „Mannheim“, „Freiburg“, „Köthen“
- FuMO 83 „Berlin U I“
- FuMO 84 „Berlin U II“
- FuMO 100 „Dünkirchen“
- FuMO 111 „Barbara“
- FuMO 214 „Seeriese“, Würzburg-Riese auf Betonturm zur Feuerleitung der Küstenartillerie (Bild der Stellung „Bamberg“ im besetzten Dänemark. Rechts der Leuchtturm Blåvandshuk.)
- FuMO 231 „Euklid“, Feuerleitrader für die Hauptgeschütze
- FuMO 311-318 „Freiburg“
- FuMO 391 „Lessing“ für Typ-XXI-U-Boote, Reichweite 30 km gegen Luftziele, Detektor ohne Entfernungen oder Azimut zum Ziel
- „Ballspiel“, Artillerie-Radar mit 25 km Reichweite, 500 m Auflösung

## Seegestützte passive Typen
- FuMB 1 „Metox“
- FuMB 4 „Samos“
- FuMB 5 „Fanö“
- FuMB 7 „Naxos“
- FuMB 8 „Zypern“
- FuMB 9 „Wanze“
- FuMB 10 „Borkum“
- FuMB 11 „Korfu“
- FuMB 26 „Tunis“
- FuMB 35 „Athos“
- FuMB 37 „Leros“

## Sonstige
- FuPeil A40 „Heinrich“, Mittelwellen-Adcock-Peiler
- FuPeil A 70h „Elektrola“, in Fieseler Fi 103 („Vergeltungswaffe 1“) eingebauter Peilsender zur Ortung des Aufschlags